# التنوير الروسي

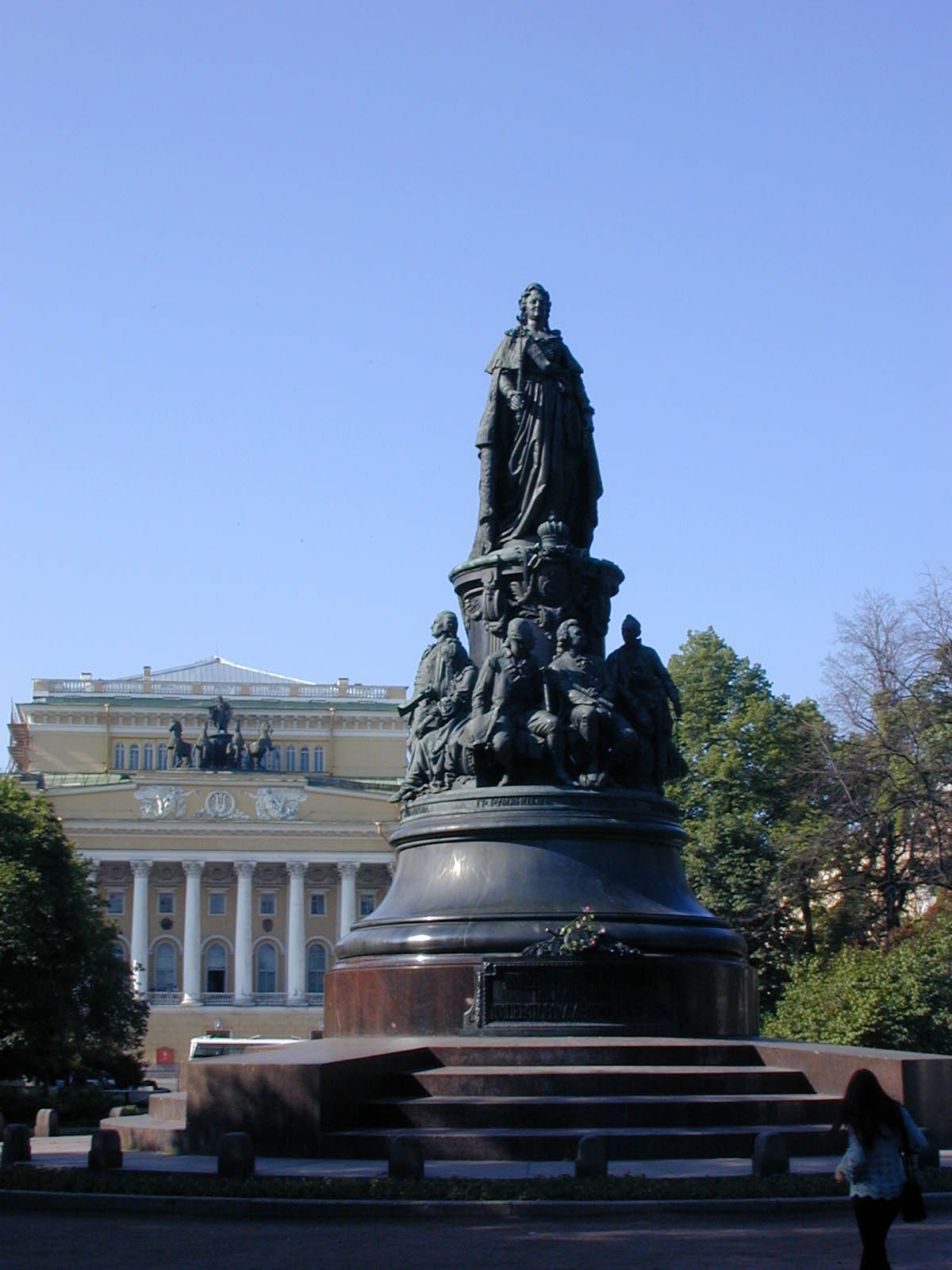
نصب ميخائيل ميكشين المُكرّس للإمبراطورة كاترين العظيمة قبالة مسرح ألكسندرنسكي في سانت بطرسبورغ

كان عصر التنوير الروسي (بالروسية: Российское Просвещение) خلال فترة في القرن الثامن عشر، بدأت فيها الحكومة تشجع بقوة انتشار الفنون والعلوم، مما كان له أثر عميق على الثقافة الروسية. خلال ذلك العصر، أُنشئت أول جامعة روسية، ومكتبة، ومسرح، ومتحف عام، وأيضًا صحافة مستقلة نسبيًّا. مثلها مثل أيّ مُستبد مُستنير آخر، لعبت الإمبراطورة كاترين العظيمة دورًا أساسيًا في تعزيز الفنون والعلوم والتعليم. اختلف التنوير الوطني في الإمبراطورية الروسية عن نظيره الغربي الأوروبي بأنه شجع مزيدًا من الحداثة في جميع جوانب الحياة الروسية، وكان مُهتمًا بإلغاء نظام القنانة الروسي. لعل ثورة بوغاتشوف والثورة الفرنسية حطمت أوهام التغيير السياسي السريع، لكنها غيرت المناخ الفكري (الثقافي) على نحوٍ لا رجعة فيه. ناقش دينيس فونفيزين وميخائيل شيرباتوف وآندريه بولوتوف وإيفان بولتين وألكساندر راديشيف مكانة روسيا في العالم؛ لم تراعِ هذه المناقشات الانقسام بين تقاليد الفكر الروسي، المتشددة (الراديكالية)، والغربي والمُحافظ والسلافي (السلافوفيلي).
كثيرًا ما استخدم المفكرون مصطلح بروسفيشينييه (التنوير) الذي يعني تعزيز الولاء (التقوى) وسعة الاطلاع والالتزام بنشر المعرفة (العلم).

## التحسينات السابقة
كانت أفكار التنوير الروسي مُتبناة أول الأمر من قِبل «الحاشية المثقفة» لبطرس الأكبر. هي الروح التي تُحرك عِظات فيوفان بروكوبوفيتش والمقاطع الهجائية لآنتيوخ كانتيمير والكتابات التاريخية لفاسيلي تاتيشيف.
خلال فترة حكم إليزافيتا بيتروفنا -ابنة بيتر- وجدت أفكار الاستبداد المُستنير طريقها إلى روسيا. كان ايفان شوفالوف متنورًا مثاليًا، وكان أحد رجال الحاشية الملكية المفضلين لدى إليزافيت: كان له دور أساسي في تأسيس جامعة موسكو والأكاديمية الإمبراطورية للفنون، التي أصبحت البداية المهنية لأغلب المفكرين خلال الربع الأخير من القرن الثامن عشر.
كان شوفالوف أيضًا راعيًا لميخائيل لومونوساف –الموسوعيّ الروسي الأعظم– الذي ترك أثره في فروع مختلفة من العلوم والفلسفة الدينية والشعر والفنون الجميلة. على الرغم من أن بحثه قوّض سلطة العقائد الدينية، كان مسيحيًّا تقيًّا.

## كاترين العظيمة

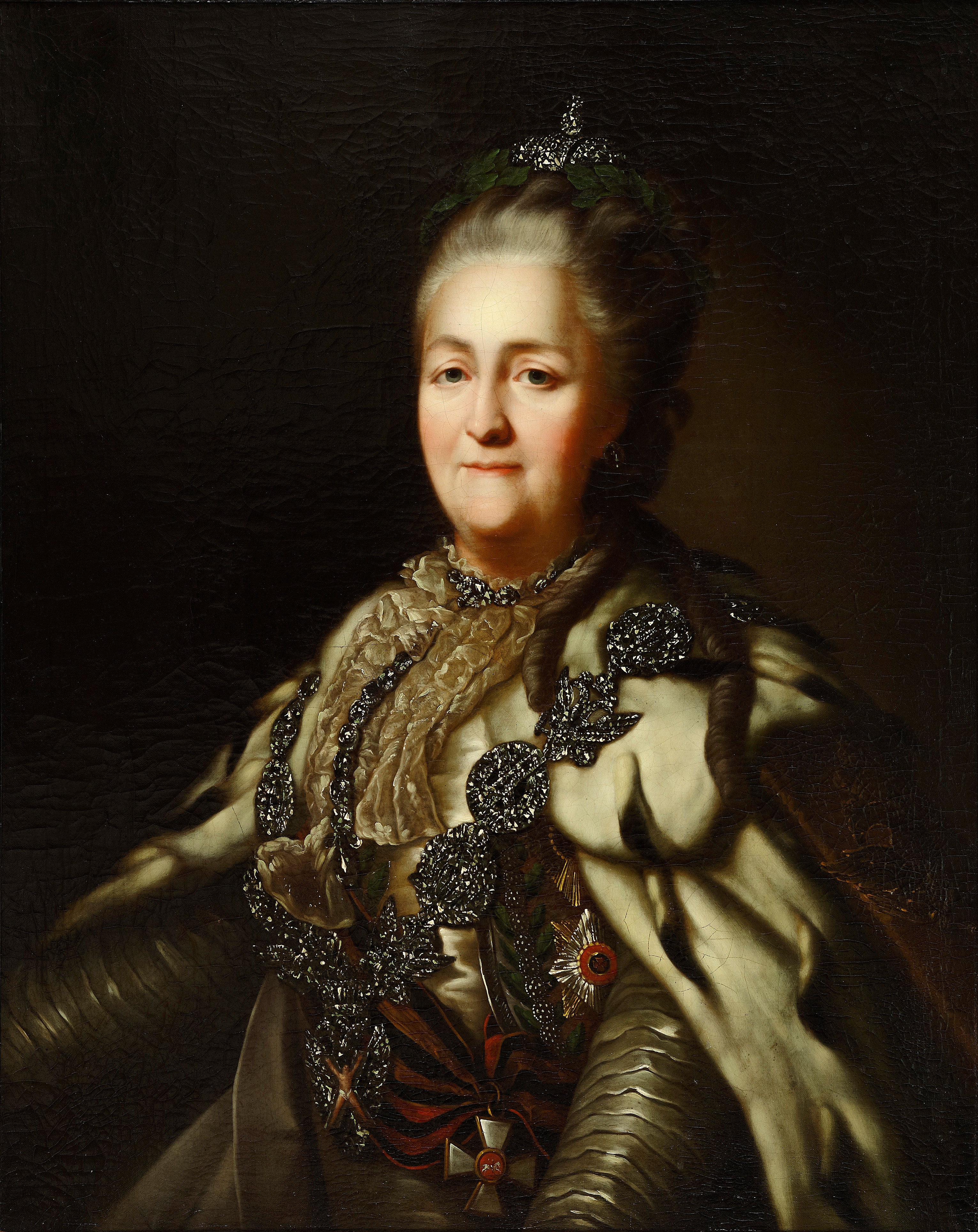
تعدّ الإمبراطورة كاترين العظيمة أعظم شخصيَّة حكمت البلاد الروسيَّة في التاريخ الحديث حيث شكّل عهدها العصر الذهبي لِلإمبراطوريَّة الروسيَّة

عدَّت كاترين العظيمة نفسها من المستبدين المستنيّرين. قرأت لأهم وأبرز فلاسفة العصر، منهم مونتيسكيو وفولتير وحاولت التمسك بالأفكار التنويرية. أملَت برفع روسيا إلى المستوى الذي يعادل جيرانها، ليس فقط بالمفهوم العسكري، لكن أيضًا سياسيًّا وثقافيًّا وفكريًّا.
شكّك العديد من معاصري كاترين بتمسكها بالمثاليات التنويرية واعتقدوا بأنها كانت أنانية، تستخدم مفاهيم عصر التنوير لتزيد من مكاسبها الأنانية فحسب. لعب الجندر دورًا أساسيًا في هذه الانتقادات. فسّر معاصرو كاترين شخصيتها بأنها تجمع بين القوة الذكورية والزهوّ الأنثوي.
يحمل مصطلح «التمثّل بالغرب» معاني مختلفة في بلدان مختلفة وخلال فترات زمنية متفاوتة. لكن فيما يتعلق بروسيا خلال القرن الثامن عشر، عنى المصطلح تغيرات تشريعية في الاقتصاد والسياسة والثقافة. اقتضى أيضًا التزام الطبقة الارستقراطية بنسق من المعايير يحاكي القيم الغربية. شمل التمثل بالغرب في روسيا تحديث النظام، وتحسين البيروقراطية لتصبح فعالة أكثر، وتقبّل الأذواق (الميول) الغربية الأوروبية.
أنتجت روسيا المزيد من البضائع، وجنّدت آلاف القوات في فترة حكم كاترين. عند حصولها على أراضٍ جديدة، منها القرم وبولندا، طورت الجيش، ودعمت الصناعات الناشئة، أرادت حقًّا أن تجعل روسيا مُتمثلةً بالغرب عن طريق إعادة تشكيلها -خصوصًا حياة الطبقة الأرستقراطية- من الناحية النوعية.
كان اهتمام كاترين الأكبر رفع روسيا إلى مستوى مُساوٍ فكريًّا مع بقية أوروبا. لهذا السبب أحدثت قوانين تُشرّع حكمها.

### السياسة الخارجية
تقريبًا، سعى كل حاكم روسي إلى غزو الموانئ في البحار الدافئة. قاتَلَ بطرس الأول الإمبراطورية العثمانية للسيطرة على شبه جزيرة القرم. أعطى الحصول على القرم روسيا منفذًا إلى البحر الأسود ومضيق الدردنيل. حين احتلت روسيا بولندا، أدركت فرنسا أن الامبراطورية العثمانية كانت البلد الوحيد في وضع يمكنه أن يُسقط كاترين. بدعم من فرنسا، أخبر الأتراك روسيا بالخروج من بولندا. بعد ذلك، أعلنت روسيا الحرب على السلطان في الحال. بعد عدة انتصارات ناجحة من ضمنها تدمير الأسطول البحري التركي، أبهرت كاترين العديد من القوى الأوروبية. «كاترين، التي عوملت في البداية كهاوية في السياسة، ظهرت الآن لكل الهيئات الدبلوماسية الغربية كعبقرية خبيثة».
عادت كاترين إلى القرم في شهر نوفمبر من عام 1776، وفرضت حاكمًا لإعادة السيطرة على شبه الجزيرة بسبب أعمال الشغب فيها. ثار الشعب في القرم عام 1778، في إثر ذلك، ذهب الروس في نفس السنة وعيّنوا قائدهم الخاص على العرش.
لأنها اكتسبت قوة دبلوماسية كبيرة في بدايات سبعينيات القرن الثامن عشر، بحثت كاترين في ما يُدعى «المشروع اليوناني». تمثل هذا المشروع بدفع الأتراك خارج أوروبا، لكنه حمل جانبًا طوباويًّا (خياليًا بطريقة مثالية) أكثر: استرداد القسطنطينية من المسلمين إلى الحكم المسيحي الأرثوذكسي. انتهت الحرب التركية الثانية، 1787–1792، بحصول روسيا على حصن أوتشاكوف وساحل البحر الأسود حتى نهر دنيستر، إضافة إلى إقرار الإمبراطورية العثمانية بضم القرم إلى روسيا.
استعادة السيطرة على القسطنطينية وتشكيل إمبراطورية مسيحية متمركزة هناك لا يبدو خطة تنويرية. على أي حال، رأت كاترين أن انتزاع الأراضي طريقة سهلة لتأكيد نوايا روسيا. بإعلانها أن القسطنطينية ستنتمي يومًا ما للمسيحيين، استرضت الكنيسة، التي كان لها تأثير كبير في القرن الثامن عشر. أملت أن تُظهر لأوروبا الغربية أنه سيكون لبلادها وجود قوي في الأمور السياسية الأوروبية. تقسيم كاترين لبولندا هو مثال صارخ لسياسات القوة . شنت روسيا ثلاث غزوات متفرقة، في عام 1772، 1793، و1795، واقتسمت دولة أوروبية ألا وهي بولندا -كانت ذات أهمية في وقت سابق– بينها وبين النمسا وبروسيا. اعتبرت كاترين دستور الثالث من أيار للكومنولث البولندي الليتواني، الذي صُوّت عليه عام 1791، كتهديد يعقوبي، وبالتالي يمثل تهديدًا للنظام الملكي الروسي وتأثيره في بولندا، ما قاد إلى بعثة عسكرية كانت نتيجتها تدمير الكومونولث البولندي الليتواني.
أظهر استحواذ كاترين للأراضي، التغيرات الكمية التي أحدثتها في الإمبراطورية الروسية. لكنها ذهبت إلى ما هو أبعد من هذه الأنواع من الحداثة، التي استخدمها بطرس الأكبر في روسيا، واستخدمت إحداث القوانين واستقدام الفكر الأوروبي الغربي الليبرالي كوسائل لتوسيع الدولة.

### السياسة
بنصيحة مندوبيها المثقفين، قدّمت كاترين عددًا من التغييرات، بدءًا من العلمنة الواسعة للممتلكات الرهبانية إلى الإصلاح الداخلي الذي شكّل تنظيمًا جذريًا للبلدات الروسية.
آمنت كاترين بالفكر السياسي المتنور. أصلحت البيروقراطية القوية والفعّالة التي أسسها بطرس الأكبر. أنشأت خمسين «غوبرينيي» محافظة، مقسمة إلى مُقاطعات. أقام من 300 ألف إلى 400 ألف شخص في كل محافظة وأقام من 20000 إلى 30000 شخص في كل مُقاطعة. من المفترض أن يقود مُحافظ، وشبكة من الإداريين -مقسمين إلى مهام تنفيذية، تشريعية وقضائية- كل محافظة. أرادت كاترين أيضًا أن تلعب الطبقة الأرستقراطية دورًا في الشؤون السياسية المحلية.
ذهبت إصلاحات كاترين السياسية إلى أبعد من جعل سلطة المكاتب الروسية مثالية. عبّرت تعليماتها عن مثالياتها السياسية. كتبت هذه التعليمات كدليلٍ للجنة التشريعية التي استدعتها عام 1767 من أجل صوغ دستور من القوانين لروسيا.
بحثَ ممثلون من كل الأملاك الحرة من المملكة، ومن الهيئات الحكومية، ومن السكان غير الروسيين بوضع القوانين الروسية. اقترح عديد من مستشاريها تجهيز مجلس لضبط إدارة التشريعات، لكن رُفض هذا الأمر سريعًا. حالما بدأت كاترين بخسارة قدر ضئيل من القوة، رجعت إلى ما كان عليه الوضع في السابق: حكم أوتوقراطي. حكمت من خلال سلسلة من المؤسسات الوظيفيّة المرؤوسة من قبل هيئات تحت إشراف رؤساء، عملوا بالتنسيق مع مجلس شيوخ إداري مُعتمد ومؤلف من 20 إلى 30 شخص. لم يمتلك مجلس الشيوخ أي قوى تشريعية. احتفظت كاترين بالسلطة التي تُمكنها من تجاوز القوانين.